# اینترنشنال هاروستر
اینترنشنال هاروستر (انگلیسی: International Harvester) شرکت صنایع سنگین آمریکایی بود، که در سال ۱۹۰۲ توسط سایروس مک‌کورمیک، ویلیام دیرینگ و جی‌پی مورگان تأسیس شد و در سال ۱۹۸۵ در پی شکل‌گیری شرکت نویستار اینترنشنال منحل گردید.